# Aeroportul Barcelos
Aeroportul Barcelos (IATA: BAZ, ICAO: SWBC) este un aeroport din Amazonas, Brazilia ce deservește zona Barcelos. Aeroportul a fost tranzitat în 2022 de 675 de pasageri. A fost numit după Barcelos.
Situat la o altitudine de 34 m, aeroportul dispune de 1 pistă.

## Infrastructură

### Piste
Aeroportul dispune de o singură pistă. Pista 9/27 are suprafața de asfalt și dimensiunile 1.200 m × 30 m. 